# Hemerobius picicornis
Hemerobius picicornis is een insect uit de familie van de bruine gaasvliegen (Hemerobiidae), die tot de orde netvleugeligen (Neuroptera) behoort. 
Hemerobius picicornis is voor het eerst wetenschappelijk beschreven door Fabricius in 1793.